# Remigijus Šimašius

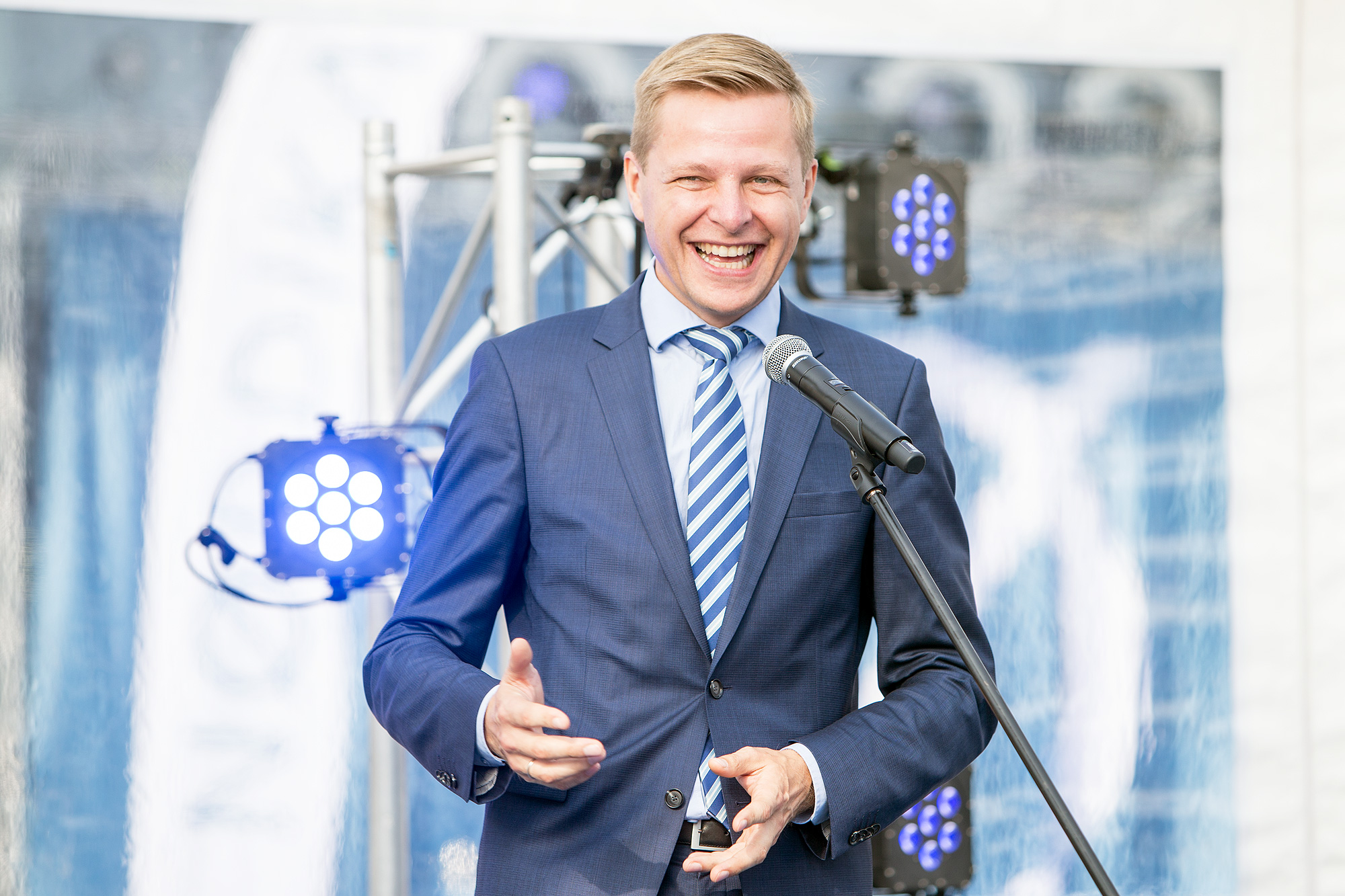

Remigijus Šimašius (* 12. Januar 1974 in Tauragė) ist ein litauischer liberaler Politiker, seit 2019 stellvertretender Vorsitzender der Laisvės partija (Freiheitspartei). Zuvor war er von 2015 bis 2023 Bürgermeister von Vilnius, von 2008 bis 2012 Justizminister Litauens und von 2016 bis 2017 Parteivorsitzender der Lietuvos Respublikos liberalų sąjūdis (LRLS; Liberale Bewegung der Republik Litauen). 

## Leben
Nach dem Abitur an der Mittelschule absolvierte Remigijus Šimašius das Diplomstudium der Rechtswissenschaften an der Rechtsfakultät der Universität Vilnius. Danach studierte er als Doktorand an der LTU-Universität in Vilnius und promovierte am 17. September 2002 zum Doktor der Rechtswissenschaften zum Thema „Rechtspluralismus“ (Betreuer Prof. Viktoras Justickis). Danach arbeitete Šimašius als Hochschullehrer für Rechtstheorie an der LTU-Universität und später am Lehrstuhl für Rechtstheorie und Rechtsgeschichte an der Rechtsfakultät der Universität Vilnius. Remigijus Šimašius war Rechtsexperte und Ökonom sowie vom 9. Mai 2006 bis Dezember 2008 Präsident des Litauischen Instituts für freien Markt.

## Politik

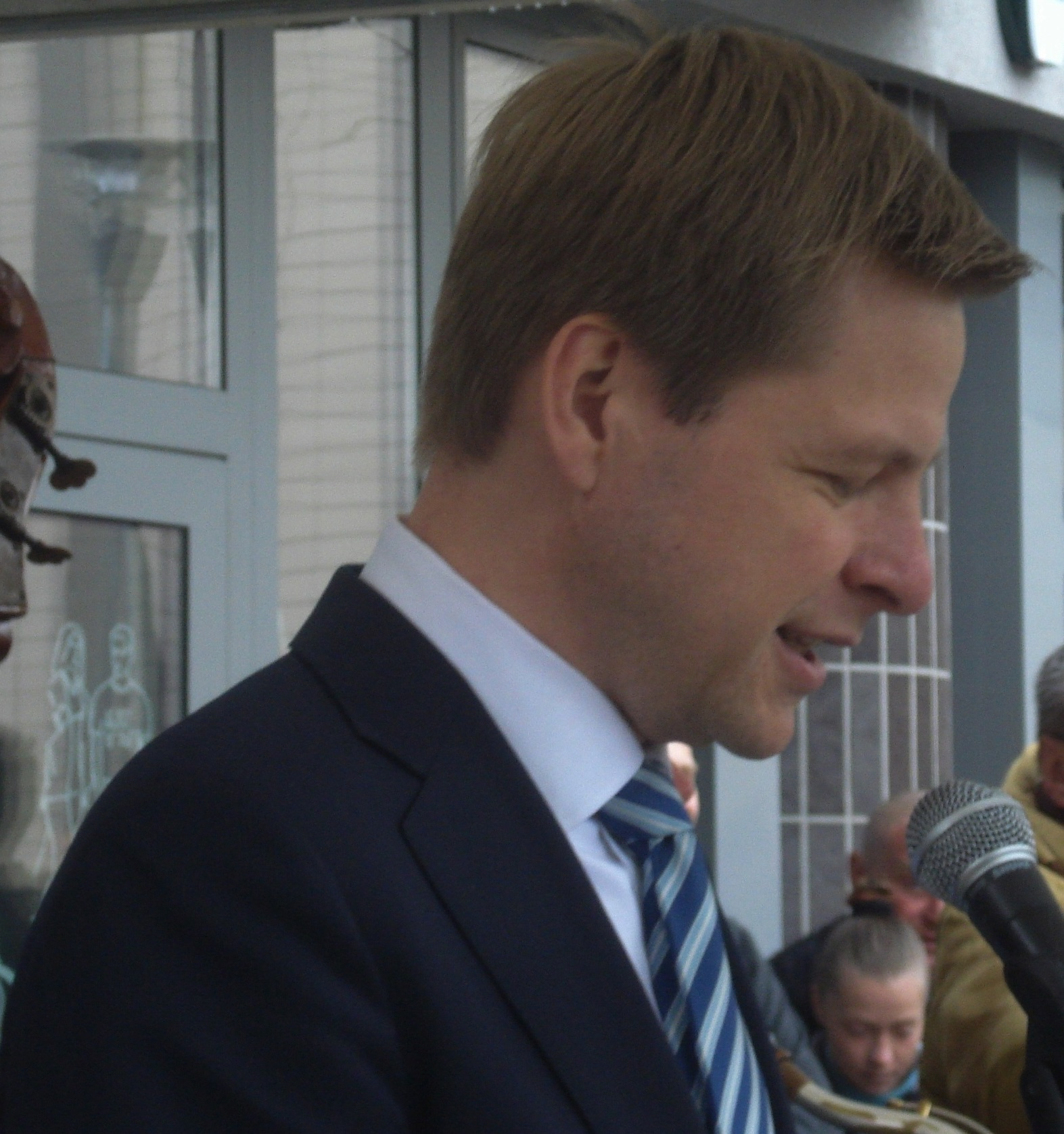
Šimašius im Mai 2015

Šimašius trat 1995 der Lietuvos liberalų sąjunga (LLS; Liberale Union Litauens) bei. Von 1996 bis 1998 war er Vorsitzender der Liberalen Jugend Litauens und von 1998 bis 1999 Vorstandsmitglied der Mutterpartei LLS. 2001 wurde er in den Stadtrat Vilnius gewählt, dem er bis 2006 angehörte. Er verließ 2005 die LLS-Nachfolgepartei LiCS und trat der Lietuvos Respublikos liberalų sąjūdis (LRLS; Liberale Bewegung der Republik Litauen) bei. Am 9. Dezember 2008 wurde Remigijus Šimašius zum Justizminister im Kabinett Kubilius II ernannt. Er war der zweitjüngste Justizminister in der Geschichte Litauens und übte dieses Amt bis zum 13. Dezember 2012 aus. Vom November 2012 bis zum April 2015 war Šimašius Mitglied des Seimas. 
Am 22. April 2015 wurde er Bürgermeister der Stadtgemeinde Vilnius, nachdem er sich bei den Wahlen gegen den Amtsinhaber Artūras Zuokas von der Partei Lietuvos laisvės sąjunga durchgesetzt hatte. Im Juni 2016 wurde er zum Parteivorsitzenden der LRLS gewählt. Bei der Kommunalwahl im März 2019 gewann er die relative Mehrheit mit von ihm gegründeten Wählergruppe und wurde als Bürgermeister der Hauptstadt bestätigt. Šimašius wurde als möglicher Kandidat für die Präsidentschaftswahl in Litauen 2019 gehandelt, entschied sich jedoch gegen eine Kandidatur. Im Juni 2019 beteiligte sich Šimašius mit einer Gruppe von LRLS-Abweichlern an der Gründung der neuen liberalen Laisvės partija (Freiheitspartei). Aušrinė Armonaitė wurde zur Vorsitzenden gewählt und Remigijus Šimašius zu ihrem Stellvertreter.

## Familie
Šimašius ist in zweiter Ehe mit Agnė Matulaitė, Psychologin und Psychotherapeutin mit Schwerpunkt Körperpsychotherapie, verheiratet. Mit ihr hat er drei Kinder (die Töchter Una und Morta Teresė sowie den Sohn Anupras Patrikas). 

## Werke
- Buch „Nevyriausybinės organizacijos: reguliavimas Lietuvoje ir Vakarų patirtis“, 1999.